# Vigna schimperi
Vigna schimperi är en ärtväxtart som beskrevs av John Gilbert Baker. Vigna schimperi ingår i släktet vignabönor, och familjen ärtväxter. Inga underarter finns listade i Catalogue of Life.